# جیمز رودول
جیمز رودول (انگلیسی: James Rodwell؛ زادهٔ ۲۳ اوت ۱۹۸۴) ورزشکار راگبی ۷ نفره اهل بریتانیا است.
وی در مسابقات کشوری و بین‌المللی در مجموع برندهٔ ۳ مدال نقره، ۱ مدال برنز شده‌است.